# Saul Newman
Saul Newman (nacido en 1972) es un teórico de la política y personaje central del posanarquismo; actualmente es profesor en la Goldsmiths College, Universidad de Londres (no confundir con el Saul Newman que publica sus trabajos en la American University en Washington D. C.) Titulado por la Universidad de Sídney y la Universidad de Nueva Gales del Sur. Newman acuñó el término postanarquismo como un término general para las filosofías políticas que sintetizan el anarquismo actualizado a partir de la perspectiva posestructuralista, y posteriormente fue popularizado a partir de su libro de 2001, From Bakunin to Lacan. Rechaza algunos de los conceptos tradicionalmente asociados al anarquismo, incluyendo el esencialismo, la «positiva» naturaleza humana y el concepto de revolución.
Bastantes de las últimas publicaciones de Newman giran en torno a Max Stirner, un filósofo alemán de mediados del siglo XIX, autor del famoso libro El único y su propiedad (1844, esp. trad. 1901). Newman ve en Stirner una figura clave en el desarrollo de una nueva crítica radical a la sociedad occidental. Considera a Stirner un protoposestructuralista que se anticipó a los modernos posestructuralistas como Foucault, Lacan, Deleuze, Ernesto Laclau y Derrida.

## Obras
Artículos
- Spectres of Stirner: a Contemporary Critique of Ideology. En: Journal of Political Ideologies, 6,3(2001), pp. 309-330
- Max Stirner and the Politics of Post-Humanism. En: Contemporary Political Theory, 1,2(2002), pp. 221-238
- Stirner and Foucault. Towards a Post-Kantian Freedom. En: Postmodern Culture, 13,2(2003), s.p. (e-journal)
- Empiricism, Pluralism, and Politics in Deleuze and Stirner. En: Idealistic Studies, 33,1(2003), pp. 9-24

Libros
- From Bakunin to Lacan. Anti-authoritarianism and the dislocation of power. Lanham MD: Lexington Books 2001
- Power and Politics in Poststructuralist Thought. New theories of the political. Londres: Routledge 2005
- Unstable Universalities: Postmodernity and Radical Politics. Manchester: Manchester University Press 2007